# Roman Pryma
Roman Andrijowycz Pryma (ukr. Роман Андрійович Прима; ur. 6 listopada 1981 r. w Chernihowie) – ukraiński biathlonista, olimpijczyk. Zadebiutował w biathlonie w rozgrywkach juniorskich w roku 2000.
Starty w Pucharze Świata rozpoczął zawodami w Rasen-Antholz 1 grudnia 2000, gdzie zajął 80. miejsce w sprincie. Pierwsze pucharowe punkty zdobył 18 stycznia 2003 roku w Ruhpolding, zajmując 21. miejsce w tej samej konkurencji. Nigdy nie stanął na podium zawodów tego cyklu; najwyższą lokatę wywalczył 18 grudnia 2008 roku w Hochfilzen, gdzie był piąty w biegu indywidualnym. W sezonie 2008/09 zajął 49. miejsce w klasyfikacji generalnej.
Podczas igrzysk olimpijskich w Salt Lake City w roku 2002 zajął 76. miejsce w sprincie i 7. w sztafecie.
Podczas mistrzostw świata w Pokljuce w 2001 roku zajął 13. miejsce w sztafecie. Na mistrzostwach świata w Pjongczangu w 2009 roku zajął 46. miejsce w biegu indywidualnym, 28 w sprincie, 33 w biegu pościgowym oraz 5 w sztafecie.

## Osiągnięcia

### Zimowe igrzyska Olimpijskie
| Rok  | Miejscowość    | Konkurencje | Konkurencje | Konkurencje | Konkurencje | Konkurencje | Konkurencje | Konkurencje |
| Rok  | Miejscowość    | IN          | SP          | PU          | MS          | RL          | MR          | SR          |
| ---- | -------------- | ----------- | ----------- | ----------- | ----------- | ----------- | ----------- | ----------- |
| 2002 | Salt Lake City | –           | 76.         | –           | –           | 7.          | nd.         | nd.         |

### Mistrzostwa świata
| Rok  | Miejscowość | Konkurencje | Konkurencje | Konkurencje | Konkurencje | Konkurencje | Konkurencje | Konkurencje |
| Rok  | Miejscowość | IN          | SP          | PU          | MS          | RL          | MR          | SR          |
| ---- | ----------- | ----------- | ----------- | ----------- | ----------- | ----------- | ----------- | ----------- |
| 2001 | Pokljuka    | –           | –           | –           | –           | 13.         | nd.         | nd.         |
| 2009 | Pjongczang  | 46.         | 28.         | 33.         | –           | 5.          | nd.         | nd.         |

### Puchar Świata

#### Miejsca w klasyfikacji generalnej
| Sezon     | Miejsce |
| --------- | ------- |
| 2002/2003 | 70.     |
| 2004/2005 | 79.     |
| 2005/2006 | 86.     |
| 2008/2009 | 49.     |
| 2009/2010 | 108.    |
| 2010/2011 | 80.     |
| 2011/2012 | 88.     |